# Гаюи, Рене Жюст
Рене́-Жюст Гаюи́ (фр. René Just Haüy, более точное произношение: Аюи́; 28 февраля 1743, Сен-Жю-ан-Шоссе — 1 июня 1822, Париж) — французский минералог, создатель научной кристаллографии.
Член Парижской академии наук (1783), иностранный почётный член Петербургской академии наук (1806), иностранный член Лондонского королевского общества (1818).

## Биография
Родился 28 февраля 1743 года в городе Сен-Жю-ан-Шоссе в семье ткача.
Учился в Коллеже Наварры в Париже, где получил классическое и духовное образование.
В 1764 году стал регентом, в 1770 году стал католическим священником и преподавал гуманитарные науки и физику в Коллеже кардинала Лемуана в Париже.
В 1784 году начал заниматься естествознанием.
Обучался минералогии у Добантона, скоро стал известен целым рядом важных открытий и был избран членом новооснованного Минералогического института. Не принимая никакого участия во французской революции, он, однако, был во время сентябрьских дней заключён в тюрьму, хотя скоро освобождён по ходатайству Жоффруа Сент-Илера.
В 1793 году он состоял членом комиссии для установления мер и весов; в 1794 году был назначен консерватором в Горном кабинете, в 1795 году — учителем физики при Высшей нормальной школе. Наполеон дал ему в 1802 году кафедру минералогии при Музее естественной истории, а скоро после этого и при Факультете науки.
Первые его работы по структуре гранита и известковых шпатов появились в 1781 году («Journal de physique»), в 1784 году последовала открывшая новые пути статья «Essai d’une théorie sur la structure des crystaux» (рус. «Очерк теории строения кристаллов»). В 1773 году Торберн Бергман, шведский химик, нашёл, что из всех кристаллов известковых шпатов можно вырубить кристалл основной формы, то есть он открыл существование плоскостей спайности. Гаюи совершенно независимо от этого открыл, что плоскости спайности вообще постоянны и имеют соотношение с наружной формой.
Далее, он нашёл весьма важный закон о рациональности разрезов по осям, который имеет значение для всего строения кристалла.
К значительным исследованиям Гаюи относится и открытие закона симметрии, состоящего в том, что при изменении формы кристалла через комбинацию с другими формами все однородные части, рёбра, углы, плоскости всегда изменяются одновременно и одинаковым образом. Для обозначения комбинаций Гаюи придумал собственную, довольно пространную, теперь более не употребляемую, номенклатуру.
В 1792 году первым описал минерал эвклаз.
В 1797 году в результате изучения минералов выявил, что аксинит является самостоятельными минералом, а не разновидностью турмалина.
В годы зрелой научной активности основные научные общества мира избрали Гаюи одним из своих членов, в том числе, в 1817 году он стал почётным членом Нью-Йоркской Академии наук, в 1821 году избран иностранным членом Королевской Шведской академии наук.:11
Некоторые из его критиков обвиняли Гаюи, что он, якобы, имея такую возможность, не спас от смертного приговора Лавуазье, а также от гибели в тюрьме своих коллег-священников. Эти упрёки, а также болезнь, упадок сил и отсутствие средств для научной работы серьёзно отравили последние годы жизни. После 1814 года (оккупация Парижа) Гаюи был лишён всех основных должностей в правительственных учреждениях.:11
Окончание жизни Рене Гаюи было трагическим. Европа тяжело переживала разгром наполеоновских войск, в 1810-е года Франции было не до наук и искусств. Последние месяцы и дни Гаюи провёл в нищете, умер в Париже, имея громадный научный авторитет и, одновременно, всеми забытый.:11

## Семья
- Брат — Гаюи, Валентин (1745—1822) — педагог.

## Память
- В 1807 году (ещё при жизни Гаюи) его именем был назван минерал из группы силикатов — гаюин (гаюнит).[10]
- Спустя полвека Рене Жюсту Гаюи был установлен памятник в его родном городе.[9]:11
- Именем Гиюи была названа улица в Париже; университетскому факультету присвоено его имя.[9]:11
- Имя Гаюи написано на юго-восточной стороне Эйфелевой башни в списке самых выдающихся граждан Франции.[9]:11